# 川原通
川原通（かわはらとおり）は、愛知県名古屋市昭和区の地名。現行行政地名は川原通1丁目から川原通8丁目がある。住居表示未実施。

## 地理
名古屋市昭和区北東部に位置する。南は広路通、北は千種区に接する。

## 歴史

### 町名の由来
広路町の旧字川原に由来する。

### 沿革
- 1938年（昭和13年）12月1日 - 昭和区広路町の一部により、同区川原通として成立[1]。
- 1942年（昭和17年）11月27日 - 昭和区広路町・田代町の各一部を編入する[1]。
- 1950年（昭和25年）7月15日 - 昭和区広路町の一部を編入する[1]。

## 世帯数と人口
2019年（平成31年）1月1日現在の世帯数と人口は以下の通りである。
| 町丁   | 世帯数  | 人口    |
| ------ | ------- | ------- |
| 川原通 | 673世帯 | 1,096人 |

## 学区
市立小・中学校に通う場合、学校等は以下の通りとなる。また、公立高等学校に通う場合の学区は以下の通りとなる。なお、小・中学校は学校選択制度を導入しておらず、番毎で各学校に指定されている。
| 丁目        | 小学校                                    | 中学校                                    | 高等学校 |
| ----------- | ----------------------------------------- | ----------------------------------------- | -------- |
| 川原通1丁目 | 名古屋市立川原小学校                      | 名古屋市立川名中学校                      | 尾張学区 |
| 川原通2丁目 | 名古屋市立川原小学校                      | 名古屋市立川名中学校                      | 尾張学区 |
| 川原通3丁目 | 名古屋市立川原小学校                      | 名古屋市立川名中学校                      | 尾張学区 |
| 川原通4丁目 | 名古屋市立川原小学校                      | 名古屋市立川名中学校                      | 尾張学区 |
| 川原通5丁目 | 名古屋市立川原小学校                      | 名古屋市立川名中学校                      | 尾張学区 |
| 川原通6丁目 | 名古屋市立川原小学校                      | 名古屋市立川名中学校                      | 尾張学区 |
| 川原通7丁目 | 名古屋市立川原小学校 名古屋市立広路小学校 | 名古屋市立川名中学校 名古屋市立駒方中学校 | 尾張学区 |
| 川原通8丁目 | 名古屋市立広路小学校                      | 名古屋市立駒方中学校                      | 尾張学区 |

## 交通
- 愛知県道30号関田名古屋線[7]
- 国道153号[7]
- 名古屋市営地下鉄鶴舞線 川名駅
- 名古屋市営バス 川原通バス停 ※読みは「かわはらどおり」

## 施設
- 昭和土木事務所[7] -4丁目
- 川原公園[7] -2丁目
- 川名公園 - 7丁目、8丁目

## その他

### 日本郵便
- 郵便番号 : 466-0853[4]（集配局：昭和郵便局[11]）。